# Aston Martin Rapide
L'Aston Martin Rapide és un super-esportiu de cinc portes d'altes prestacions que la firma britànica Aston Martin va presentar a principis del 2010. Va ser presentat per primera vegada com a prototip al Saló de l'Automòbil de Detroit de 2006 però no va ser oficialment presentat fins al 2009 a Frankfurt del Main, Alemanya. El seu nom prové del Lagonda Rapide, un gran turisme fabricat per l'empresa Lagonda, ara propietat d'Aston Martin. Aquest model és el primer cinc portes de la companyia britànica, està basat en l'Aston Martin DB9 i el seu preu ronda els 207.960€.
Aquest model va ser presentat per Aston Martin com l'automòbil més esperat de l'any i com la berlina esportiva de quatre portes més elegant del món. Es va fabricar amb la intenció de competir amb altres models com el Mercedes CLS o el Porsche Panamera.
Els primers exemplars es van començar a vendre al maig de 2010 i inicialment es construïen a la fàbrica de "Magna Steyr" a Graz, Àustria. La cadena de producció fabricava uns 2.000 Rapides per any però, al no assolir les vendes esperades, la fabricació del Rapide es va traslladar a Anglaterra.

## Prestacions
Està equipat amb un motor V12 de 6 litres capaç de generar 470 cavalls de potència. El seu gran motor V12 li permet assolir una velocitat màxima de 295 km/h i una acceleració de 0-100km/h en tan sols 5,2 segons tot i les seves dues tones. Du una caixa de canvis automàtica de 6 velocitats denominada Touchtronic 2, que permet al conductor canviar de forma automàtica o manual gràcies als canvis de magnesi situats darrere el volant. El Rapide disposa d'un botó "sport" que modifica els canvis de la transmissió quan s'utilitza el mode automàtic. Algunes peces de l'estructura com les portes són d'alumini i altres parts són de magnesi o material compost. Els seus fars són de doble xenó per funcions de curt i llarg alcans, disposa de llum de posició LED. Aquestes també formen part del pilots i intermitents laterals.
Els frens estan compostos per uns discs on la superfície de fricció és de ferro fos i la peça que va subjecta la roda és d'alumini. Els discs davanters tenen 390 mm de diàmetre i porten unes pinces de sis pistons. Els del darrere són de 360 mm i quatre pistons. Les llandes d'aliatge de 20" estan instal·lades en uns pneumàtics Bridgestone Potenza 5001 de 245/40 davant i 295/35 darrere.
El maleter té una capacitat de 317 litres i pot arribar fins als 886 si s'arrepleguen els seients posteriors. La seva capacitat de càrrega és molt inferior a la de models com el Mercedes-Benz CLS (495L), Audi A5 Sportback (480L), Maserati Quattroporte (450L) i Porsche Panamera (432L). L'equipament de sèrie inclou sis airbags, frens d'estacionament electrònics, sensors de pressió als pneumàtics, programador de velocitat, sensors d'aparcament al davant i al darrere, tapisseria de cuir, seients davanters amb regulació elèctrica, retrovisor interior electrònic, climatitzador individual de quatre zones, navegador, equip de so, ports USB i connexió per iPod i mans lliures Bluetooth.
Abans de la seva fabricació en sèrie, Aston Martin va realitzar més de 8.000 km a Nürburgring, Alemanya per tal d'assegurar-se que el comportament d'aquest model estaria a l'altura dels seus rivals. Inclús es va dir que el Rapide era més àgil i dinàmic que un DB9. El gran problema d'aquest model és la duresa de la suspensió. Aston Martin i moltes altres marques esportives del món de l'automòbil s'obsessionen a desenvolupar els seus futurs models al circuit ignorant que el seu lloc serà als carrers de les ciutats.

### Interior

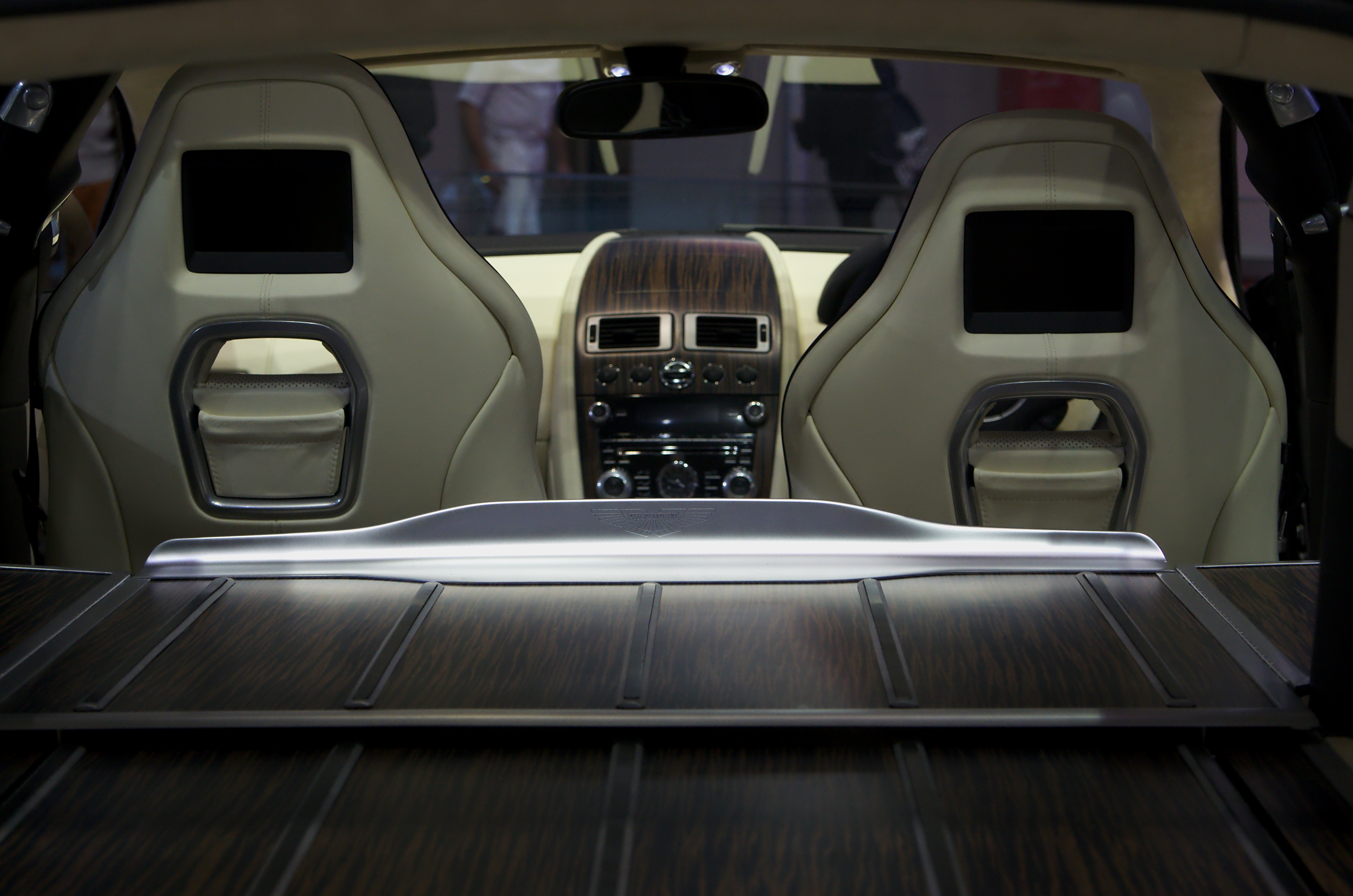
Interior del Rapide, s'observen els seients estil "baquet".

El Rapide disposa d'un interior confortable i totalment luxós però alhora esportiu. Tot i ser un automòbil que vol prioritzar la comoditat dels seus ocupants, l'Aston Martin Rapide no deixa de ser un Aston en tota regla, per exemple, els seus quatre seients són d'estil "baquet".
L'excel·lent sistema de climatització és individual a la part del davant i del darrere. Permet seleccionar la temperatura mitjançant un comandament circular.
Aquest model disposa d'un ampli equipament tecnològic. Els passatgers del darrere poden gaudir d'una pantalla LCD amb DVD integrat al maleter, que poden escoltar a través d'un auricular sense cable. Aquest equip de so disposa de 15 altaveus perfectament distribuïts i amb una potència de 1.000 watts.